# Carla Federica Nespolo
Carla Federica Nespolo (née à Novare le 4 mars 1943  et morte à Rome le  4 octobre 2020) est une femme politique italienne, présidente de l'Association nationale des partisans italiens de 2017 jusqu'à sa mort.

## Biographie
Diplômée en philosophie, Carla Federica Nespolo rejoint le Parti communiste italien, devenant la première femme communiste du Piémont à être élue au Parlement italien.
De 1970 à 1976, elle passe six ans au conseil provincial d'Alexandrie, avant d'être élue à la Chambre des députés. Elle conserve son siège à Montecitorio jusqu'en 1983, date à laquelle elle est élue au Sénat. Pendant son mandat au Parlement, Carla Federica Nespolo est rapporteur de la loi de réforme du lycée, membre du comité de surveillance de la RAI et rapporteur de plusieurs propositions de loi sur les droits des femmes. Elle siège à la commission spéciale pour le droit de l'égalité entre les hommes et les femmes au travail.
De 2011 à 2017, Carla Federica Nespolo est vice-présidente de l'Association nationale des partisans italiens sous la direction de Carlo Smuraglia.
En novembre 2017, Carla Federica Nespolo  est élue présidente de l'Association nationale des partisans italiens, devenant la première femme élue présidente et la première à ne pas avoir participé au mouvement de résistance italien, car  trop jeune,.
Carla Federica Nespolo est morte le 4 octobre 2020 à l'âge de 77 ans des suites d'une longue maladie.